# Liste von NS-Opfern aus Solingen

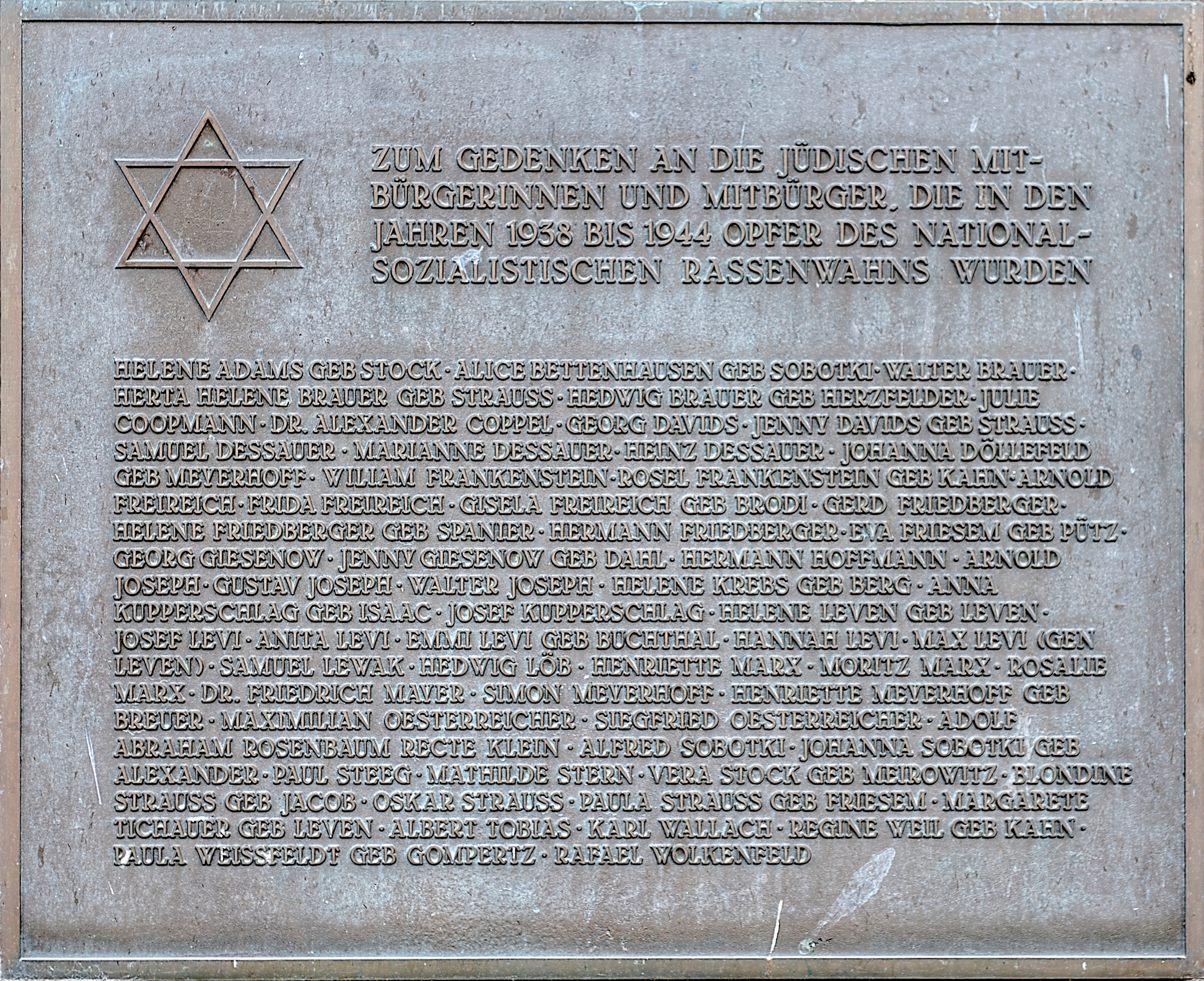
Gedenktafel an die Opfer des nationalsozialistischen Rassenwahns am jüdischen Friedhof (Solingen)

Die Liste von NS-Opfern aus Solingen führt Personen auf, die aus Solingen stammten oder dort gelebt haben und während der NS-Herrschaft aus rassistischen, politischen oder anderen Gründen verfolgt und/oder gewaltsam zu Tode kamen. Die Liste erhebt keinen Anspruch auf Vollständigkeit; die Koordinatenangaben der Anschriften sind ohne Gewähr.

## Liste
| Name | Adresse                                      | Stolperstein                  |
| --- | -------------------------------------------- | ----------------------------- |
| Helene Adams (* 21. Mai 1865 in Fliesteden; † 29. Mai 1943 im Ghetto Theresienstadt) war mit einem evangelischen Ehemann verheiratet. Als dieser 1935 starb, galt sie nicht mehr als in „Mischehe“ lebend, was sie hätte schützen können. Im Juli 1942 wurde sie zusammen mit anderen Solinger Juden und Insassen des Jüdischen Altersheimes in Elberfeld in das Ghetto Theresienstadt deportiert. Dort kam sie am 29. Mai 1943 ums Leben. Auch mehrere ihrer Geschwister wurden umgebracht. | Wachtelstr. 45                               | (Lage)                        |
| Ferdinand Bachem (* 4. Mai 1895 in Solingen-Ohligs; † 30. Juli 1958 in Solingen) war Journalist und bis 1933 in der katholischen Deutschen Zentrumspartei engagiert. Mit gleichgesinnten Freunden traf er sich in einem „Liberalen Kreis“. Im November 1938 wurde Bachem von der Gestapo festgenommen; er wurde verdächtigt, illegale Schriften verteilt zu haben, darunter einen in Deutschland kursierenden Brief Thomas Manns. Das Verfahren wurde jedoch eingestellt, Bachem am 24. Dezember 1938 aus der Haft entlassen. Im Juni 1940 wurde er zur Wehrmacht einberufen, seiner regimekritischen Einstellung blieb er jedoch treu. Nach dem Krieg arbeitete Bachem erneut als Journalist. |                                              | nein                          |
| Hans Bardo (* 19. August 1901 in Rombach; † unbekannt) wurde mehrfach wegen kritischer Bemerkungen über die Nationalsozialisten inhaftiert. Von 1938 bis 1942 war er im KZ Buchenwald inhaftiert, anschließend wurde er von der Gestapo Saarbrücken bis zum Januar 1943 festgehalten und später vermutlich zur Wehrmacht eingezogen. Erst 1948 kehrte er als gebrochener Mann aus sowjetischer Kriegsgefangenschaft zurück und ließ sich in Solingen nieder. |                                              | nein                          |
| Josef Becker (* 17. Juli 1905 in Solingen; † 21. Mai 1937 in Düsseldorf) beteiligte sich an der Herstellung und Verteilung von Flugblättern der Kommunistischen Partei-Opposition (KPO). Zudem gewährte er Widerstandskämpfern Unterschlupf. Am 1. Mai 1937 wurde er zusammen mit anderen Männern wegen Verdachts auf „Vorbereitung zum Hochverrat“ verhaftet. Becker wurde von der Gestapo schwer misshandelt und starb an den Folgen in seiner Haftzelle. | Erbenhäuschen 88                             | (Lage)                        |
| Heinrich Benz (* 7. Juni 1901 in Solingen; † 18. Dezember 1944 im Zuchthaus Brandenburg) gehörte im März 1933 zu den ersten Solinger Kommunisten, die festgenommen wurden. Bis November 1934 saß er in den Konzentrationslagern Börgermoor und Esterwegen in „Schutzhaft“. Am 6. August 1943 sagte er zu einem Soldaten, der Krieg sei verloren und dann bekämen alle Nazis und SA-Männer ein „Kögelchen“. Am 5. Juli 1944 wurde Benz wegen dieser Bemerkung vom Volksgerichtshof in Berlin zu fünf Jahren Zuchthaus und fünf Jahren Ehrverlust verurteilt. Das Urteil wurde jedoch – angeblich von Hermann Göring persönlich – kassiert und Heinrich Benz zum Tode verurteilt. Am 18. Dezember 1944 wurde er hingerichtet. | Schrodtberg 35                               | (Lage)                        |
| Gerhard Berting (* 26. Juni 1900 in Hannover; † 10. Dezember 1963 in Solingen) war Jurist und im Range eines Regierungsrates bei der Bezirksregierung Osnabrück, als er wegen seiner jüdischen Herkunft von den Nationalsozialisten zwangspensioniert wurde. Von Mai 1940 bis Mai 1942 musste er bei Siemens in Berlin Zwangsarbeit leisten. Im Mai 1942 gelang ihm die Flucht nach Belgien; von September 1942 bis Juli 1943 lebte er illegal in Brüssel, bis es seinem damaligen Arbeitgeber gelang, seinen Status legalisieren zu lassen. Im März 1946 wurde Berting zum ersten Oberstadtdirektor der Stadt Solingen gewählt und zeichnete maßgeblich für den Wiederaufbau der Stadt verantwortlich. In Solingen wurde ein Altenheim nach ihm benannt. |                                              | nein                          |
| Ernst Bertram (* 24. März 1909 in Solingen; † 29. Oktober 1938 in Brandenburg an der Havel) war in der KPD engagiert. Bereits am 28. Februar 1933, einen Tag nach dem Reichstagsbrand, wurde er in „Schutzhaft“ genommen und bis zum 23. Dezember 1933 im Zuchthaus Lüttringhausen und vermutlich auch im KZ Börgermoor festgehalten. Nach seiner Entlassung engagierte er sich beim Aufbau illegaler Gewerkschaftsgruppen. Im Mai 1935 wurde Bertram festgenommen und als Hauptangeklagter in den so genannten „Wuppertaler Gewerkschaftsprozessen“ wegen „Hochverrats“ zu 15 Jahren Haft verurteilt. Er starb im Zuchthaus Brandenburg-Görden an Tuberkulose. | Altenhofer Str. 76                           | (Lage)                        |
| Georg Bethke (* 23. März 1893 in Wolgast; † 20. April 1944 im KZ Mauthausen) trat 1921 der KPD bei und engagierte sich auch für den „Deutschen Bund für Mutterschutz und Sexualreform“. Am 13. Juli 1933 wurde er festgenommen. In der Wohnung seiner Freundin Martha Hammerstein fand die Polizei Schusswaffen, Flugblätter und ein Namensverzeichnis führender Solinger Nationalsozialisten. Am 6. September 1933 verurteilte ihn das Oberlandesgerichts Hamm wegen Vorbereitung zum Hochverrat und Vergehens gegen das Schusswaffengesetz zu zwei Jahren Zuchthaus. Auch Martha Hammerstein erhielt eine Strafe von einem Jahr und fünf Monaten. 1935 schloss Bethke sich wieder einer kommunistischen Widerstandsgruppe an, die 1937 aufflog. Am 8. Oktober 1937 wurde er zusammen mit 19 weiteren Solinger Kommunisten abgeurteilt. Mit acht Jahren Zuchthaus erhielt er die höchste Strafe. Im Januar 1944 wurde er in das KZ Mauthausen verlegt, wo er wenige Wochen später starb. | Rosenkamper Str. 10b                         | (Lage)                        |
| Georg Cohn (* 24. April 1919 in Solingen; † im KZ Auschwitz) war jüdischer Herkunft; sein Vater Adolf Cohn wurde 1925 zum stellvertretenden Repräsentanten der Solinger jüdischen Gemeinde gewählt. 1931 starb Georg Cohns Mutter, und er und seine Schwester zogen aus Solingen fort. Laut dem Gedenkblatt von Yad Vashem kam der Vater Adolf Cohn in Auschwitz ums Leben. Sein Sohn Georg lebte bis März 1942 mit Unterbrechungen in Leipzig und anschließend in Schönfelde in Brandenburg. Am 19. April 1943 wurde er nach Auschwitz deportiert und gilt als „verschollen“. | Breidbacher Tor 2                            | (Lage)                        |
| Anna Coppel, verh. Reiche, (* 30. Mai 1891 in Solingen; † 21. April 1941 im KZ Ravensbrück) und Martha Fanny Coppel (* 24. April 1895 in Solingen; † Izbica) waren Töchter des jüdischen Unternehmers Carl Gustav Coppel (* 14. Dezember 1857 in Solingen; † 25. September 1941 in Düsseldorf) und seiner Frau Hedwig und somit Nichten von Alexander Coppel. Anna wurde 1940/1941 aus unbekanntem Grunde im Frauenstrafgefängnis Leipzig-Kleinmensdorf inhaftiert und anschließend in ein KZ eingewiesen. Sie starb im April 1942 im KZ Ravensbrück; ihr „arischer“ Mann hatte sich vergeblich um ihre Freilassung bemüht. Im August 1941 starb Hedwig Coppel; ihre pflegebedürftige Tochter Martha kam kurz darauf in eine Heilanstalt und wahrscheinlich 1942 im Ghetto Izbica bei Lublin ums Leben. Carl Gustav Coppel starb durch Suizid. | Kurfürstenstr. 8                             | (Lage)                        |
| Alexander Coppel (* 18. September 1865 in Solingen; † 4. August 1942 im Ghetto Theresienstadt) war der jüngste Sohn des Solinger Ehrenbürgers und Unternehmers Gustav Coppel (1830–1914). Ungeachtet ihrer Verdienste um die Stadt wurde die jüdische Familie Coppel von den Nationalsozialisten verfolgt. Am 21. Juli 1942 wurde der 77-jährige Coppel in das Ghetto Theresienstadt deportiert, wo er zwei Wochen später an Hunger und Entkräftung starb. | Werwolf 3                                    | (Lage)                        |
| Das Ehepaar Jenny Davids (* 23. November 1880 in Aschaffenburg; † im KZ Auschwitz verschollen) und Georg Davids (* 11. Oktober 1878 in Hüls, † im KZ Auschwitz verschollen) lebte in Ohligs, wo Georg Davids gemeinsam mit seinem Bruder Walter ein Herrenbekleidungsgeschäft betrieb. Die Eheleute hatten zwei Kinder. Im Januar 1938 wurde die Firma „arisiert“. Am 31. März 1938 zogen die Davids sowie Sohn Walter mit Frau Gerda nach Köln. Vater und Sohn zahlten „Reichsfluchtsteuer“, hatten also die Absicht zu emigrieren. Georg und Jenny Davids wurden jedoch 1942 nach Auschwitz deportiert und vermutlich umgebracht. Walter und Gerda Davids konnten wahrscheinlich ins Ausland fliehen. | Düsseldorfer Str. 40                         | (Lage)                        |
| Hans Debus (* 11. Juli 1919 in Solingen-Wald; † 14. Februar 1945 in Solingen) beteiligte sich schon als Jugendlicher mit dem Verteilen illegaler Flugblätter am Widerstand gegen den Nationalsozialismus. Im August 1937 entging er seiner drohenden Verhaftung durch die Flucht nach Belgien. Dort schloss er sich dem Widerstand der KPD an; bei einem Grenzübertritt in Aachen am 18. August 1939 wurde er verhaftet und nach Berlin gebracht. Im Juni 1940 wurde er in das KZ Dachau verlegt, im Juli 1941 nach Buchenwald und dann in das Messelager Köln, von wo aus ihm im April 1944 die Flucht gelang. Zunächst tauchte er in Köln unter und hatte Kontakt zu den Edelweißpiraten, kehrte aber dann nach Solingen zu seiner Schwester zurück, vermutlich weil er inzwischen an Tuberkulose erkrankt war. Ein Arzt ging das Risiko ein und versorgte Debus medizinisch, der jedoch am 14. Februar 1945 starb. | Krausener Str./Lehmbruckstr.                 | (Lage)                        |
| Artur Deichmann (* 14. Februar 1900 in Solingen; † 14. September 1944 in Bremen) gehörte der KPD an und wurde ab 1933 mehrfach in „Schutzhaft“ genommen. Im April 1941 wurde er zur Luftwaffe einberufen. Im Herbst 1943 äußerte er: „Der Krieg ist verloren, das weiß Hitler auch“ und wurde deshalb denunziert. Am 23. Dezember 1943 wurde er festgenommen und im März 1944 zunächst zu zwölf Jahren Zuchthaus verurteilt. Auf Befehl Görings wurde das Urteil jedoch wieder aufgehoben und Deichmann am 26. Juni 1944 von einem Feldgericht der Luftwaffe in Berlin zum Tode verurteilt. Deichmann wurde am 14. September 1944 in Bremen-Osterholz erschossen. Der Denunziant wurde 1950 freigesprochen. | Amtstor 4                                    | (Lage)                        |
| Theodor Deis (* 6. Dezember 1899 in Hilden; † vermutlich 1969 in der DDR) war ein Funktionär des Kampfbundes gegen den Faschismus. Im März 1933 wurde er in „Schutzhaft“ genommen und im KZ Kemna schwer misshandelt. Später floh Deis in die Niederlande, wo ihn im Mai 1935 die niederländische Fremdenpolizei wegen „kommunistischer Umtriebe“ festnahm und nach Belgien abschob. Von 1936 bis Ende 1938 kämpfte Deis im Spanischen Bürgerkrieg gegen die Franco-Truppen als Hauptmann des „Thälmann-Bataillons“. Im Oktober 1938 wurde Deis zunächst in Frankreich interniert, konnte dann aber nach Belgien zurückkehren. Nach dem deutschen Einmarsch wurde er im Juni 1940 erneut festgenommen und nach Südfrankreich in das Lager Saint-Cyprien gebracht. Im August 1940 gelang ihm die Flucht, und er schloss sich dem französischen Widerstand an. 1945 kehrte er als kranker Mann nach Solingen zurück. Um 1958 siedelte er in die DDR über, wo er vermutlich 1969 starb. |                                              | nein                          |
| Samuel Dessauer (* 11. August 1872 in Hohenlimburg; † 9. Oktober 1942 im Ghetto Theresienstadt) war jüdischer Abstammung und der Vater von Heinz Dessauer (* 5. Januar 1917 in Solingen-Wald; † 13. September 1941 im KZ Mauthausen) und Marianne Dessauer (* 3. Dezember 1911 in Solingen; † vermutlich Opfer der „Euthanasie“) und betrieb gemeinsam mit seinem Bruder Hermann (1866–1934) eine Stahlwarenfabrik. 1934 starb Hermann Dessauer; seine Tochter Hilde (* 1908) wanderte mit ihrem Mann nach London aus, sein Sohn Karl (* 1913) emigrierte 1934 vermutlich nach Argentinien. Die chronisch kranke Marianne Dessauer wurde 1940 in die Heil- und Pflegeanstalt Galkhausen eingewiesen und vermutlich im Rahmen des nationalsozialistischen Euthanasieprogramms umgebracht. Am 13. September 1941 starb Heinz Dessauer im KZ Mauthausen; Samuel Dessauer kam im Oktober 1942 im Ghetto Theresienstadt zu Tode. Samuel Dessauers älterer Bruder Salomon (* 1859) aus Karlsruhe starb im Oktober 1942 im französischen Sammellager Drancy. | Klemens-Horn-Str. 6                          | (Lage)                        |
| Die Eheleute Rosa Frankenstein (* 4. Juni 1873 in Eschwege; † im Vernichtungslager Sobibor, verschollen) und William Frankenstein (* 4. Dezember 1870 Rischenau; † gestorben: im KZ Sobibor, verschollen) betrieben in Solingen ein Warenhaus. Durch den „Judenboykott“ erlitt das Geschäft ab 1933 schwere Einbußen und musste im August 1936 den Betrieb einstellen. Die älteste Tochter Alice war schon 1921 ihrem Ehemann nach Brasilien gefolgt. Im November 1936 wanderte Sohn Herbert Frankenstein mit seiner Familie in die USA aus, seine Schwester Erna reiste mit Familie zu Alice nach Brasilien. Rosa und William Frankenstein emigrierten 1939 in die Niederlande. 1943 wurden sie dort von deutschen Truppen aufgegriffen und am 29. Juni 1943 in das Vernichtungslager Sobibor deportiert. | Elisenstr. 10                                | (Lage)                        |
| Gisela Freireich (* 28. August 1870 in Samson, Ungarn; † 29. September 1942 im Ghetto Theresienstadt) und Adolf Freireich (* 23. Februar 1868 in Böszörmény, Ungarn; † Ende 1941 in Köln) stammten aus Ungarn, dort wurden auch ihre Kinder Frida Freireich (* 9. Januar in Samson; † unbekannt) und Arnold Freireich (* 1. Januar 1896 in Böszörmény; † 21. Januar 1943 im KZ Auschwitz) geboren. 1906 zog die jüdische Familie nach Solingen, wo Vater und Sohn ab 1919 ein Bürstenmachergeschäft betrieben. 1933 wurde Arnold Freireich, der mit der KPD sympathisierte, in „Schutzhaft“ genommen. Im März 1935 begann Gisela Freireich ein Verhältnis mit dem Solinger Paul Happel (SG: Bismarckstr. 003a), das bis März 1936 dauerte, als beide verhaftet wurden. Happel wurde wegen „Rassenschande“ vom Landgericht LG Wuppertal zu sechs Monaten Gefängnis verurteilt. Am 4. Februar 1936 wurde die Familie Freireich durch ihren Hauseigentümer denunziert, dass bei ihnen kommunistische Zusammenkünfte stattfinden würden. Am 16. März 1936 wurde die Familie verhaftet, und die Verfolgungsbehörden glaubten, eine gefährliche konspirative Gruppe enttarnt zu haben. Nach ersten Vernehmungen mussten Gisela und Arnold Freireich ins Krankenhaus eingeliefert werden. Im April nahm die Gestapo die übrigen Teilnehmer der Treffen fest, darunter auch den jüdischen Journalisten Max Leven und seine Frau Emmi. Im Dezember wurde die Familie gemeinsam mit anderen vor Gericht gestellt, Arnold Freireich erhielt als „Haupthetzer“ eine Strafe von sechs Jahren und sieben Monaten Zuchthaus, Gisela zweieinhalb und Adolf Freireich drei Jahre Haftstrafe. 1941 starb Adolf Freireich im Jüdischen Krankenhaus in Köln, seine Frau im September 1942 im Ghetto Theresienstadt. Der Sohn Arnold wurde im Dezember 1942 nach Auschwitz gebracht, wo er wenig später starb. Seine Schwester Frieda wurde 1937 nach Ungarn ausgewiesen, ihr Schicksal ist unbekannt. | Elisenstr. 10                                | (Lage)                        |
| Hermann Friedberger (* 15. Juni 1880 in Solingen; † 6. Mai 1942 im Vernichtungslager Chelmno), Helene Friedberger (* 1. April 1883 in Goch; † 6. Mai 1942 im Vernichtungslager Chelmno) und Gerd Adolf Friedberger (* 14. Januar 1925 in Solingen; † 6. Mai 1942 im Vernichtungslager Chelmno) waren jüdischer Abkunft, Hermann Friedberger war in der Synagogengemeinde aktiv. Im Juli 1938 wanderte die Tochter Ruth-Franziska in die USA aus. Ihre Mutter Minna Friedberger starb am 4. September 1938 an einer Blutvergiftung, und der verwitwete Hermann Friedberger heiratete am 18. April 1940 in zweiter Ehe Helene Spanier. Gerd Adolf Friedberger bereitete sich auf seine Auswanderung nach Palästina vor. Als er von der drohenden Deportation seiner Familie erfuhr, kehrte er nach Solingen zurück. Am 26. Oktober 1941 wurde er zusammen mit seinem Vater Hermann, dessen Frau Helene und seiner Tante Mathilde Stern ins Ghetto Litzmannstadt deportiert wie auch Hermann Friedbergers Bruder Eugen und dessen Frau Carola aus Köln. Friedbergers Schwester Auguste (geboren 1877) „wanderte“ am 25. März 1942 mit ihrer Tochter Elly und vielen anderen Aachener Juden „nach unbekannt aus“. Hermanns Bruder Artur und dessen Sohn Marcel gelang die Flucht nach Belgien, wo zumindest Marcel den Krieg überlebte. | Schwertstraße/Werwolf                        | (Lage)                        |
| Eva Friesem, geb. Pütz, (* 29. Juni 1865 in Hersel; † 23. September 1942 im Ghetto Theresienstadt) war die Mutter von Elfriede Hesse (* 4. Februar 1891 in Lennep; † für tot erklärt) und Hedwig Blum (* 9. März 1895 in Remscheid; † für tot erklärt). Ihr Sohn Walter, ein erfolgreicher Langstreckenläufer und Handballer, übernahm den Schrotthandel des Vaters. 1935 emigrierte er mit seiner Familie nach Palästina. Am 25. Oktober 1941 wurde die 76-jährige Eva Friesem zwangsweise im Jüdischen Altersheim in Wuppertal untergebracht, ihre Tochter Paula einen Tag später nach Lodz deportiert. 1942 verschleppten die Nationalsozialisten Eva Friesem in das Ghetto Theresienstadt, wo sie am 23. September 1942 starb. Tochter Hedwig und ihr Mann Gustav Blum wurden am 1. Dezember 1941 nach Riga deportiert und starben in Litauen. Der 1926 geborene Sohn der beiden teilte vermutlich das Schicksal seiner Eltern. Elfriedes Schicksal bleibt ungeklärt. | Kronprinzenstr. 7                            | (Lage)                        |
| Jenny Giesenow (* 14. März 1874 in Geilenkirchen; † 13. Mai 1943 im Ghetto Theresienstadt) und Georg Giesenow (* 6. Juni 1870 in Schloppe/Westpreußen; † 19. April 1943 im Ghetto Theresienstadt) besaßen ein Textil-Kaufhaus in Solingen und waren in der Synagogengemeinde aktiv. In der Reichspogromnacht am 9. November 1938 zerstörte und plünderte eine aufgewiegelte Menge Geschäft und Privatwohnung. Georg Giesenow musste mehrere Tage im Gefängnis im Stadthaus verbringen. Das Geschäft wird am 31. Dezember 1938 geschlossen. Tochter Else Jellinek ließ die Enkelin Carola im Juni 1939 mit einem Kindertransport nach Belgien bringen. Ihr Mann Felix reiste am 15. Juli, sie selbst Anfang September aus. Von Brüssel aus betrieben Tochter und Schwiegersohn vergeblich die Ausreise der Giesenows. Am 20. Juli 1942 wurden Giesenows zusammen mit Samuel Dessauer, Dr. Friedrich Mayer, Dr. Alexander Coppel und Helene Adams deportiert. Am 22. Juli traf der Transport in Theresienstadt ein. Aufgrund der unmenschlichen Lebensbedingungen starb Georg Giesenow im April 1943, wenige Wochen später seine Frau. Else und Felix Jellinek überleben in Belgien den Zweiten Weltkrieg. | Wupperstr. 23                                | (Lage)                        |
| Paul de Groote (* 21. Januar 1907 in Solingen; † 22. Januar 1945 in Tavernik (?), Kroatien) wurde als KPD-Mitglied im November 1933 erstmals festgenommen und bis Februar 1934 im Solinger Stadthaus in „Schutzhaft“ gehalten. Nach seiner Freilassung beteiligte er sich weiter am Widerstand und verteilte illegale Schriften. Im November 1935 wurde er erneut verhaftet und am 24. Juli 1936 zusammen mit den Solingern Ernst Walsken und Eugen Pulvermacher wegen „Vorbereitung zum Hochverrat“ zu drei Jahren und drei Monaten Zuchthaus verurteilt. Bis zum März 1939 wurde er in den Konzentrationslagern Börgermoor und Esterwegen gefangen gehalten. 1943 erfolgte seine Einberufung zum Strafbataillon 999. Er fiel am 22. Januar 1945 als Soldat in Kroatien. | Kirschbaumer Str. 31                         | (Lage)                        |
| Erich Hammesfahr (* 28. Februar 1907 in Solingen; † 18. Februar 1940 im KZ Sachsenhausen) gehörte den Zeugen Jehovas an. Die Glaubensgemeinschaft wurde im Sommer 1933 von den Nationalsozialisten verboten. In der Folgezeit wurde er mehrfach verhaftet, misshandelt und 1936 zu fünf Monaten Gefängnis verurteilt. Im Dezember 1939 wurde er in „Schutzhaft“ genommen und wegen „Zersetzung der Wehrkraft“ im Januar 1940 in das KZ Sachsenhausen eingeliefert. Dort starb er am 18. Februar 1940. | Kirschbaumer Str. 9                          | (Lage)                        |
| Paul Happe (* 22. April 1904 in Solingen-Wald; † 5. Januar 1942 in Solingen) engagierte sich während der Weimarer Republik in der Kommunistischen Partei-Opposition (KPO). Am 2. März 1933 wurde er in „Schutzhaft“ genommen; nach seiner Haftentlassung beteiligte er sich weiterhin am Widerstand. Im März und April 1938 gehörte er zu den mehr als 50 Angeklagten der KPO vor dem Oberlandesgericht Hamm. Der Hauptangeklagte Dagobert Lubinski aus Düsseldorf erhielt zehn Jahre Haft (1943 wurde er als Jude in Auschwitz vergast), Happe vier Jahre. Paul Happe verbüßte seine Haft zunächst im Lager Rollwald und später im KZ Aschendorfer Moor, eines der Emslandlager, wo er schwer misshandelt wurde. Als todkranker Mann wurde er mit offener TBC im März 1941 aus der Haft entlassen und starb an den Folgen von Krankheit und Misshandlungen. | Mangenberger Str. 111                        | (Lage)                        |
| Emil Heyer (* 19. Mai 1900 in Gräfrath; † 9. April 1934 in Düsseldorf) gehörte einer Widerstandsgruppe der Solinger KPD an, die u. a. Flugblätter druckte und verteilte. Am 4. April 1934 verhaftete die Gestapo mehrere Mitglieder der Gruppe, darunter auch Emil Heyer. Nach fünftägigem Verhör und Misshandlungen wurde er dort am 9. April 1934 tot in seiner Zelle aufgefunden. Eine andere Version lautet, er sei ohne ersichtlichen Grund nach seiner Verhaftung gestorben. | Hasselstr. 13                                | (Lage)                        |
| Artur Hönemann (* 7. August 1893 in Solingen; † 2. Januar 1968 ebenda) war Mitglied der KPD. Im November 1933 wurde er von SA-Leuten überfallen und misshandelt. Am 4. März 1937 wurde Hönemann, der im Widerstand aktiv war, erneut festgenommen und schwer misshandelt. Vor Weihnachten 1937 wurde er in ein Arbeitslager nach Ostfriesland verlegt und im Juli 1941 nach Hameln. Während eines Gefangenentransportes erkrankte er schwer, ohne behandelt zu werden. Erst bei einem Zwischenhalt in Wuppertal untersuchte ihn ein Polizeiarzt, der ihn umgehend aus der Haft entließ. 1945 wurde Hönemann als Angestellter des Ernährungsamtes in den Dienst der Stadt Solingen übernommen. |                                              | nein                          |
| Gustav Joseph (* 2. Juli 1890 in Solingen; † 3. Januar 1939 im KZ Dachau), Arnold Joseph (* 8. Juli 1895 in Solingen; † im KZ Auschwitz, verschollen) und Walter Joseph (* 20. Mai 1903 in Solingen; † im KZ Auschwitz) waren die Söhne von Max Joseph (1859–1933), der fast 50 Jahre lang Lehrer und Kultusbeamter der jüdischen Gemeinde in Solingen war. In der Reichspogromnacht wurde Gustav Joseph in „Schutzhaft“ genommen und am 17. November 1938 in das KZ Dachau eingeliefert. Dort kam er in der Nacht vom 2. auf den 3. Januar 1939 ums Leben, angeblich beging er Selbstmord. Walter Joseph wurde am 7. Dezember 1942 vom französischen Sammellager Drancy nach Auschwitz deportiert wie auch sein Bruder Arnold Joseph. | Birkenweiher 39                              | (Lage)                        |
| Tilde Klose (* 12. Dezember 1892 in Solingen; † Februar 1942 in Bernburg) stammte aus gutbürgerlichem Haus. Sie engagierte sich zunächst in der SPD und der Gewerkschaft, ab 1931 in der KPD. Nach der „Machtergreifung“ beteiligte sie sich aktiv am Widerstand. Im Oktober 1934 wurde Tilde Klose verhaftet, mit fast 70 anderen Personen angeklagt und im März 1935 zu vier Jahren Zuchthaus verurteilt. Nach ihrer Haft wurde sie trotz angegriffener Gesundheit in „Schutzhaft“ genommen, zunächst im KZ Lichtenburg und dann im KZ Ravensbrück. Als im Februar 1942 nicht-arbeitsfähige Insassen des Konzentrationslagers ausgesondert wurden, war auch Tilde Klose darunter. Die Häftlinge werden u. a. in die NS-Tötungsanstalt Bernburg gebracht, wo die dortige Heil- und Pflegeeinrichtung in eine „Euthanasie“-Anstalt umgewandelt worden war. Die Frauen – unter ihnen auch Tilde Klose – wurden durch LKW-Abgase umgebracht, die Leichen in Bernburg verbrannt. | Gasstr. 22                                   | (Lage)                        |
| Werner Kolb (* 28. Oktober 1919 in Höhscheid; † 22. Mai 1942 im KZ Stutthof) trat zum 1. Januar 1940 seinen Dienst bei der Kriegsmarine in Wesermünde an. Am 24. Juni wurde er von einem Feldkriegsgericht zu vier Monaten Gefängnis wegen Kameradendiebstahls verurteilt. Nach Verbüßung der Strafe kehrte er zur Truppe zurück, doch es kam zu neuerlichen Verstößen gegen die Disziplin, und er wurde zu einer Strafeinheit auf der Halbinsel Hel (Westpreußen) versetzt. Angeblich verstieß er weiterhin fortlaufend gegen Ordnung und Disziplin. Schließlich wurde Kolb wegen „Wehrunwürdigkeit“ aus der Marine entlassen und der Gestapo in Danzig überstellt, die umgehend „Schutzhaft“ beantragte. Am 28. Oktober 1941 wurde er wegen „Wehrsabotage“ in das KZ Stutthof eingeliefert, wo er permanent drangsaliert und gequält wurde. Sein Gesundheitszustand verschlechterte sich rapide, und am 22. Mai 1942 starb der gänzlich entkräftete Kolb an Flecktyphus und Herzkreislaufschwäche. | Mangenberger Str. 225                        | (Lage)                        |
| Wilhelm Kratz (* 10. Juni 1906 in Solingen-Wald; † 5. Oktober 1942 in Köln) erlebte die „Machtergreifung“ als Untersuchungshäftling in Wuppertal. Am 21. Juni 1933 wurde er zusammen mit anderen Solinger Kommunisten wegen Bandendiebstahls im Jahre 1932 zu sieben Monaten Haft verurteilt. Nach Freilassung aus der U-Haft floh er im Juli 1933 in die Niederlande und beteiligte sich am kommunistischen Widerstand. Als die deutsche Wehrmacht die Niederlande besetzte, floh er nach Belgien. Am 1. Januar 1942 wurde er in Antwerpen von zwei Sicherheitspolizisten erkannt. Er versuchte zu fliehen und erschoss einen Polizisten und einen Wehrmachtsangehörigen. Das Sondergericht Essen verurteilte ihn am 31. August 1942 zum viermaligen Tod. Die Hinrichtung wurde am 5. Oktober 1942 im Polizeigefängnis Klingelpütz in Köln durch das Fallbeil vollstreckt. | Stresemannstr. 23                            | (Lage)                        |
| Helene Krebs, geb. Berg, (* 12. September 1906 in Immigrath; † 3. Januar 1943 im KZ Auschwitz) entstammte einer jüdischen Familie. Im Mai 1943 wurde sie von einer Bekannten denunziert, weil sie und ihr Mann Paul ihrer Cousine Edith Meyer und deren Verlobten verbotenerweise Unterschlupf gewährt hatten. Am 22. Juni wurden Edith Meyer und ihr Verlobter beim Versuch des Grenzübergangs in die Schweiz verhaftet, Helene und Paul Krebs wenig später. Nur wenige Tage zuvor war Helenes 76-jährige Mutter Wilhelmine Berg in das Ghetto Theresienstadt deportiert worden, was sie nicht überlebte. Obwohl Helene Krebs im vierten Monat schwanger war, betrieb die Gestapo ihre Einweisung in ein KZ. Ihr „arischer“ Mann, der inzwischen wieder auf freiem Fuß war, kämpfte vergebens für ihre Freilassung. Am 7. Dezember wurde sie nach Auschwitz transportiert, wo sie am 3. Januar 1943 starb. Ihre Cousine Edith Meyer kam ebenfalls in Auschwitz ums Leben, ihr Verlobter wurde „auf der Flucht erschossen“. Helenes Schwester Martha konnte auf dem Transport in das Ghetto Theresienstadt fliehen und überlebte in der Illegalität; ein weiterer Bruder überlebte die Haft in Theresienstadt. 1948 wurde ein Verfahren gegen die Denunziantin eingestellt. | Rennpatt 8                                   | (Lage)                        |
| Emil Kronenberg (* 2. Oktober 1864 in Leichlingen; † 31. März 1954 in Solingen) Am 1. Oktober 1935 wurde Dr. Emil Kronenberg als Jude seiner Krankenhaustätigkeit im Bethesda enthoben. 1938 wurde die Wohnung der Kronenbergs überfallen und Einrichtungsgegenstände, Geschirr, Porzellan, Kunstgegenstände im Wert 5000 Reichsmark zerschlagen. Er war gezwungen, sein Haus weit unter Wert zu verkaufen und bezog eine Altersrente von 120 Reichsmark. Am 1. Oktober 1938 wurde Kronenbergs gesamtes Vermögen gesperrt und unter Zwangsverwaltung gestellt. Am 10. November wurde er verhaftet, jedoch am nächsten Tag wieder entlassen. Am 13. Oktober 1944 wurde der fast 80-jährige Solinger Arzt ins KZ nach Theresienstadt deportiert. Dort wurde er Anfang Mai 1945 von sowjetischen Truppen befreit und konnte am 28. Juni 1945 in seine Heimat zurückkehren. | Katternbergerstr. 24 und Neuenkamper Str. 70 | nein                          |
| Anna Kupperschlag, geb. Isaac; (* 20. August 1894 in Solingen; † 8. Mai 1945 im KZ Auschwitz) war die Tochter des Solinger Warenhausbesitzers Nathan Isaac (1859–1932). 1923 heiratete sie Josef Kupperschlag (* 1. März 1888 in Barmen; † 8. Mai 1945 im KZ Auschwitz), der gemeinsam mit seinem Schwager Karl Isaac (1897–1974) das Geschäft weiterführte, das 1936 geschlossen werden musste. Im September 1936 floh Annas Bruder Karl Isaac mit Frau und Kindern nach Brasilien. Die Kupperschlags blieben in Solingen; sie schickten ihre Töchter Ruth und Marion in die Niederlande. Am 22. Juni 1942 wurden Anna und Josef Kupperschlag in das Ghetto Theresienstadt deportiert und von dort nach Auschwitz gebracht, wo sie zu einem unbekannten Zeitpunkt umgebracht wurden. Die Töchter Ruth und Marion wurden im April 1943 bei einer Razzia aufgegriffen, nach Auschwitz deportiert und von dort in verschiedene Zwangsarbeiterlager. Kurz vor der deutschen Kapitulation gelang es dem schwedischen Roten Kreuz, sie zu befreien. | Klemens-Horn-Str. 15                         | (Lage)                        |
| Helene Leven (* 30, Juni 1873 in Solingen; † verschollen) und ihr Mann Alexander Leven hatten drei Töchter: Margarete Leven, verh. Tichauer, (* 13. Februar 1901 in Solingen, gestorben: im KZ Auschwitz, verschollen), Wilhelmine Leven (* 13. Februar 1910; † 10. April 1971 in Zürich) und Ilse Leven, verh. Shindel, (* 30. April 1914 in Solingen; † 2. September 2003 in London). 1935 emigrierten Margarete und ihr Mann Herbert Tichauer in die Niederlande, der Vater starb 1938. Ein Jahr nach dem Tod ihres Mannes emigrierte Helene Leven am 13. April 1939 zu ihrer Tochter Margarete nach Amsterdam. 1939 konnte Ilse Leven über die Niederlande nach Großbritannien ausreisen. Margarete Tichauer, ihr Mann Herbert und Helene Leven wurden am 23. Februar 1943 in das Durchgangslager Westerbork im Nordosten der Niederlande deportiert. Von dort wurden sie nach Sobibor und nach Auschwitz verschleppt und in den Vernichtungslagern umgebracht. Am 20. Juli 1942 wurde Wilhelmine in das Ghetto Theresienstadt deportiert. Sie war dort als Krankenschwester tätig und pflegte unter anderem Alexander Coppel. Nach ihrer Befreiung zu Kriegsende ging sie in die Schweiz. Ilse Leven heiratete nach dem Krieg Adrian Shindel aus Dresden. Lange Jahre war sie als Sekretärin und Dolmetscherin im Londoner Leo Baeck Institut tätig. 1988 wurde sie Korrespondenzpartnerin der AG Jüdischer Friedhof der Gesamtschule Solingen. | Elisenstr. 9                                 | (Lage)                        |
| Max Leven (* 12. Juni 1882 in Diedenhofen; † 10. November 1938 in Solingen) und seine Frau Emmi Leven (* 20. November 1890 in Brakel; † 10. September 1942 im Vernichtungslager Chelmno) hatten drei Kinder: Heinz Leven (* 21. April 1914 in Krefeld), Hannah Leven (* 7. September 1917 in Paderborn; † 29. Oktober 1942 in Riga) und Anita Leven (* 26. Januar 1920 in Solingen; † 26. Juni 1944 im Vernichtungslager Chelmno). Max Leven war Journalist und arbeitete für die kommunistische Zeitung „Bergische Arbeiterstimme“. 1933 wurde er vorübergehend im KZ Kemna gefangen gehalten. In der Reichspogromnacht wurde er von vier Nationalsozialisten in seiner Wohnung überfallen und erschossen. Der Sohn Heinz war schon 1935 nach Paris gegangen; sein weiteres Schicksal ist unbekannt, vermutlich konnte er nach Amerika emigrieren. Anita Leven wurde zusammen mit ihrer Mutter Emmi im Oktober 1941 in das Ghetto Litzmannstadt deportiert. Knapp ein Jahr später wurde Emmi Leven im Vernichtungslager Chelmno vergast und Anita Leven im Juni 1944 dort ermordet. Hannah Leven wurde nach Riga deportiert, wo man sie am 29. Oktober 1942 ermordete. Die Mörder von Max Leven erhielten nach dem Krieg milde Haftstrafen. | Max-Leven-Gasse 5                            | (Lage)                        |
| Samuel Lewak (* 7. April 1880 in Suwalki, Polen; † 4. April 1941 in Chełm) kam 1918 nach Solingen. Er war Instrumentenbauer und Klavierstimmer, arbeitete als Vertreter einer Musikalienhandlung und spielte zur Begleitung von Filmen in Kinos. Im Oktober 1928 heiratete er die Solingerin Elfriede Jolig (1893–1966), die zum jüdischen Glauben ihres Mannes übertrat. Am 26. Januar 1941 wurde Samuel Lewak in das Jüdische Krankenhaus in Köln eingewiesen. Anschließend verlor sich seine Spur; seiner Frau gelang es nicht, etwas über sein weiteres Schicksal herauszufinden. Als sicher gilt, dass er nach Polen transportiert wurde. Entweder starb er in Lublin oder im KZ Majdanek. Elfriede Lewak erhielt nur beschränkte Lebensmittelkarten für Juden und musste an der Haustür den Judenstern anbringen. | Westwall 12                                  | Stolperstein für Samuel Lewak |
| Hans Lichtenthäler (* 15. Dezember 1919 in Solingen-Wald; † 18. März 1945 in Spilimbergo) wurde während des Zweiten Weltkriegs als Soldat nach Italien verlegt, wo er sich den Partisanen anschloss. Vermutlich desertierte er wegen einer jungen Jüdin, die Widerstandskämpferin war und die er im November 1944 heiratete. 1944 war der Vater der jungen Frau, früherer Generaldirektor einer Mineralölfirma, nach siebenjähriger Flucht verhaftet, nach Auschwitz gebracht und getötet worden. Am 7. Dezember 1944 wurde das junge Ehepaar von italienischen Faschisten verhaftet, Hans Lichtenthäler als Deserteur zum Tode verurteilt und standrechtlich erschossen. Seine Frau wurde im Mai 1945 durch britische Truppen in Udine aus dem Gefängnis befreit; im November 1946 gebar sie einen Sohn. Ein Antrag von ihr auf Wiedergutmachung wurde negativ beschieden. |                                              | nein                          |
| Hedwig Löb (* 17. August 1893 in Köln; † Mai 1942 im Vernichtungslager Chelmno) arbeitete als Hausangestellte der jüdischen Familie Giesenow. Am 26. Oktober 1941 wurden die ersten 17 Solinger Juden in das Ghetto Litzmannstadt (Lodz) deportiert, darunter auch Hedwig Löb. Im Mai 1942 wurde sie in das Vernichtungslager Chelmno verbracht und dort vergast. | Wupperstr. 23                                | (Lage)                        |
| Moritz Marx (* 23. März 1873 in Altenkirchen; † im Vernichtungslager Treblinka) hatte in Solingen bis 1931 ein Schuhgeschäft. 1941 wurde er in das jüdische Altersheim in Elberfeld eingewiesen; dort traf er auch seine Schwester Rosa aus Aachen. Am 20. Juli 1942 wurden die beiden in das Ghetto Theresienstadt deportiert, von dort weiter in das Vernichtungslager Treblinka, wo sie zu einem unbekannten Zeitpunkt umgebracht wurden. | Florastr. 15                                 | (Lage)                        |
| Friedrich Mayer (* 14. Januar 1864; † 7. Februar 1943 im Ghetto Theresienstadt) war promovierter Chemiker und Rentner. Am 20. Juli 1942 wurde er zusammen mit dem Ehepaar Giesenow, Samuel Dessauer, Alexander Coppel, Helene Adams und den zehn Solinger Bewohnern des jüdischen Altenheims nach Theresienstadt transportiert, wo er am 7. Februar 1943 starb. | Mummstr. 47                                  | (Lage)                        |
| Christian van de Meer (* 13. Februar 1907 in Düsseldorf; † 10. Juni 1946 in Hilden) war Mitglied des Katholischen Arbeitervereins und des Christlichen Metallarbeiterverbandes und entschiedener NS-Gegner. Am 6. März 1943 wurde er festgenommen, weil er bei einem Besuch bei Solinger Bekannten geäußert haben sollte, man werde den Krieg verlieren, dann kämen die „Braunen“ an den Laternenpfahl und es würde Rache genommen für die Ermordung von Zentrumsleuten. Wegen Vergehens gegen das Heimtückegesetz wurde er zu sechs Monaten Haft verurteilt. Als er aus der Haft entlassen wurde, war er ein gebrochener, kranker Mann. |                                              | nein                          |
| Veronika Mertgen (* 4. April 1905 in Solingen; † 11. Dezember 1975 ebenda) und ihr Mann Willi Mertgen (* 13. November 1903 in Solingen, gestorben: 26. März 1935 in Wuppertal) beteiligten sich nach dem Januar 1933 aktiv am Widerstand der KPD. Am 19. Februar 1935 verhaftete die Gestapo Willi Mertgen wegen des Verbreitens illegaler Flugschriften und konspirativer Treffen in seiner Wohnung, und er wurde am 27. Februar in das Strafgefängnis Wuppertal-Bendahl überführt. Am 25. März ließ ihn die Gefängnisverwaltung mit Verdacht auf Herzverletzung in ein Krankenhaus verlegen, doch die Ärzte konnten sein Leben nicht mehr retten. Im Sterbebuch wurde eingetragen: „Stichverletzung des Herzens. Schwere Kreislaufschwäche, Selbstmord. Mehrfache Stiche mit Sicherheitsnadel in das Herz. – Angeblich im Gefängnis Selbstmord verübt.“ Auch Veronika Mertgen wurde von der Gestapo festgenommen, jedoch nach kurzer Zeit aus der Haft entlassen. | Burgstr. 84                                  | (Lage)                        |
| Felix Meschkuleit (* 27. Februar 1912 in Kallingen (?), Ostpreußen; † 29. Juni 1961 in Solingen) war nach der „Machtergreifung“ aktiver Widerständler. 1933 floh er in die Niederlande, von dort aus 1934 nach Belgien und nahm von Oktober 1936 bis Ende Februar 1939 als Freiwilliger am Spanischen Bürgerkriegteil. Im November 1941 wurde er deshalb zu zwei Jahren Gefängnis verurteilt. Im Mai 1943 wurde er in KZ Sachsenhausen überführt und bereits am Bahnhof brutal zusammengeschlagen. Als die SS im April 1945 das Lager vor der anrückenden Roten Armee evakuierte, wurde auch Meschkuleit auf den „Todesmärschen“ mitgeschleppt, die er jedoch überlebte. |                                              | nein                          |
| Henriette Meyerhoff (* 5. Mai 1879 in Tetz; † 9. Mai im Vernichtungslager Chelmno) war in zweiter Ehe mit Simon Meyerhoff (* 29. September 1875 in Körbecke/Westfalen; † 9. Mai 1942 in Chelmno) verheiratet. Bis 1938 führten die Eheleute ein Modegeschäft in Ohligs. Am 26. Oktober 1941 wurden sie zusammen mit 15 weiteren Solinger Juden nach Litzmannstadt in das dortige Ghetto deportiert. Am 9. Mai 1942 wurden sie nach Chelmno abtransportiert und im Gaswagen umgebracht. Ihren beiden Kindern gelang hingegen die Auswanderung in die USA. | Düsseldorfer Str. 17                         | (Lage)                        |
| Lina Moll (* 3. Juni 1895 in Höhscheid; † 11. Mai 1962 in Solingen) und ihr Mann Ernst Moll (* 29. Februar 1892 in Höhscheid; † 13. April 1944 in Wuppertal) beteiligten sich am kommunistischen Widerstand gegen das NS-Regime, bleiben aber lange Jahre unbehelligt. Erst im März 1943 bekam die Gestapo von ihren Verbindungen Kenntnis, und das Ehepaar wurde festgenommen. Ihr Kontaktmann Willi Seng wurde im Juli 1944 in Köln hingerichtet. Ernst Moll starb während der Untersuchungshaft am 13. April 1944 in Wuppertal. Lina Moll wurde am 15. August 1944 durch einen Volksgerichtshof wegen „Vorbereitung eines hochverräterischen Unternehmens“ zu sechs Jahren Zuchthaus verurteilt. Am 12. Mai 1945 wurde sie aus der Frauenvollzugsanstalt Lübeck-Lauerhof entlassen. | Köcherstr. 35                                | (Lage)                        |
| Karl Müller (* 12. September 1890 in Höhscheid; † 1. Juni 1968 in Solingen) war seit seinem 18. Lebensjahr Mitglied der SPD. Im Juni 1933 wurde er auf der Grundlage des Gesetzes zur Wiederherstellung des Berufsbeamtentums als Hilfsarbeiter bei den Solinger Verkehrsbetrieben entlassen. Sein Mandat für die Solinger Stadtverordnetenversammlung wurde ihm im Juli 1933 entzogen. Er hielt jedoch weiterhin Kontakt zu SPD-Genossen in der Illegalität. Mitte Oktober 1935 floh er in die Niederlande, dann nach Belgien. Nach dem dortigen Einmarsch deutscher Truppen wurde er ab Mai 1940 in verschiedenen Lagern in Frankreich festgehalten. Im November 1942 konnte er fliehen und tauchte unter. Im November 1944 ging er in das befreite Paris und arbeitete dort bis 1945 als Sekretär der Landesgruppe Deutscher Sozialdemokraten in Frankreich. Im Oktober 1945 kehrte Karl Müller nach Solingen zurück und wurde in den ersten Solinger Stadtrat berufen. |                                              | nein                          |
| Hulda Ober (* 2. April 1904 in Solingen; † 11. Juli 1956 ebenda) wurde nach Streitigkeiten mit ihrem Vater von diesem wegen des verbotenen Hörens eines britischen Radiosenders angezeigt und vom 1. September bis 6. Oktober 1942 in Solingen in Untersuchungshaft genommen. Am 24. Oktober 1942 wurde sie wegen „Abhörens feindlicher Sender“ zu einem Jahr Gefängnis verurteilt und trat die Haft im Februar 1944 an. |                                              | nein                          |
| Ewald Peiniger (* 5. Juli 1881 in Gräfrath; † 26. März 1937 in Solingen) war in der KPD und der Konsumgenossenschaftsbewegung engagiert. Am 23. März 1937 wurde er verhaftet; während der Vernehmungen durch die Gestapo erlitt er schwere Misshandlungen. Drei Tage später, am 26. März 1937, wurde er angeblich in seiner Zelle erhängt aufgefunden. Zur gleichen Zeit verbüßte sein Sohn Willi (* 1912) eine zweijährige Haftstrafe wegen „Vorbereitung eines hochverräterischen Unternehmens“. | Dellerstr. 25                                | (Lage)                        |
| Wilhelm Reeks (* 2. Mai 1904 in Solingen-Wald; † 20. Juni 1943 in Düsseldorf) war eine führende Persönlichkeit des kommunistischen Widerstands in Solingen. Anfang 1935 wurde er festgenommen und im November wegen „Vorbereitung zum Hochverrat“ zu zehn Jahren Zuchthaus verurteilt. Nach acht Jahren Haft meldete er sich zu einem Bombensprengkommando und kam im Juni 1943 bei der Sprengung einer Bombe ums Leben. | Bergerstr. 63                                | (Lage)                        |
| Jakob Reinhardt (* 11. November 1908 in Atzenhain; † 11. November 1975 in Solingen) war Musiker, Vater von sechs Kindern und „Zigeuner“. Am 3. März 1943 wurden in Solingen alle „Zigeuner“ – 59 Männer, Frauen und Kinder – verhaftet und nach Auschwitz deportiert, wo fast alle den Tod fanden. Von der Familie Reinhardt kamen die Ehefrau Luise, alle Kinder sowie Reinhardts Vater um. Jakob Reinhardt selbst wurde im Sommer 1944 zur Zwangsarbeit in das KZ Ravensbrück verlegt. Im Frühjahr 1945 wurden zahlreiche in Ravensbrück festgehaltene „Zigeuner“ in das KZ Sachsenhausen verlegt und zum Dienst in einem Strafbataillon gezwungen. Reinhardt wurde 1945 schwer verwundet, der rechte Arm blieb gelähmt. Er geriet in sowjetische Kriegsgefangenschaft, aus der er Ende 1945 entlassen wurde. Reinhardt wohnte bis zu seinem Tod in Solingen. |                                              | nein                          |
| Lia Rosenbaum (* 22. Juni 1922 in Ohligs; † im KZ Auschwitz) war die Tochter von Abraham Rosenbaum (* 14. Oktober 1884 in Rozniatow/Galizien; † im KZ Auschwitz), der aus Galizien 1909 nach Ohligs gekommen war und dort ein Schuhgeschäft eröffnet hatte. 1938 wurde Abraham Rosenbaum als gebürtiger Galizier nach Polen abgeschoben, später soll er sich in Brüssel aufgehalten haben. Seine Frau Cilly, im Unterschied zu ihm Jüdin deutscher Abstammung, zog im Mai 1939 von Solingen nach Düsseldorf, wo sich ihre Spur verliert. Zu einem unbekannten Zeitpunkt wurde Abraham Rosenbaum in das unter der Kontrolle der Gestapo stehende Sammellager Drancy eingeliefert und am 20. November 1943 zusammen mit seiner Tochter Lia nach Auschwitz deportiert. Abrahams Bruder Moses Rosenbaum verkaufte 1934 seine Schuhgeschäfte und wanderte mit seiner Familie nach Palästina aus. Auch dem älteren Sohn Salomon (* 9. Dezember 1900 in Rozniatow) gelang die Auswanderung nach Palästina, später emigrierte er nach Australien. In Tel Aviv eröffnet Moses Rosenbaum 1938 erneut ein Schuhgeschäft, das er zusammen mit seinem Sohn Leo bis 1947 betrieb. Nach dem Tod seines Vaters im Jahre 1954 zog Leo zurück nach Deutschland. 1956 wurde er in Solingen wieder eingebürgert und gründete Schuhgeschäfte in Solingen, Remscheid und Düsseldorf. | Düsseldorfer Str. 46                         | (Lage)                        |
| Heinrich Schroth (* 3. November 1902 in Ohligs; † 13. September 1957 in Solingen) war langjähriger Vorsitzender der Sozialistischen Arbeiter-Jugend in Ohligs und später in der Sozialistischen Arbeiterpartei Deutschlands (SAP) aktiv. Nach der „Machtergreifung“ beteiligte er sich am Widerstand gegen den Nationalsozialismus. Mehrfach wurde er verhaftet und im September 1933 in das KZ Kemna gebracht; von den dortigen Misshandlungen erholte er sich gesundheitlich nie wieder. Am 30. Mai 1934 wurde er wegen „Vorbereitung zum Hochverrat“ zu einem Jahr und sieben Monaten Gefängnis verurteilt und im April 1935 aus der Haft entlassen. Nach 1945 gehörte Schroth dem Bezirksvorstand der SPD an, war Mitglied des Solinger Stadtrates und saß im NRW-Landtag. Am 13. September 1957 starb Heinrich Schroth im Alter von nur 54 Jahren und wurde unter großer öffentlicher Teilnahme beigesetzt. | Finkenstr. 5                                 | (Lage)                        |
| Werner Schütz (* 21. März 1914 in Solingen-Wald; † 26. Februar 1942 im Zuchthaus Dreibergen-Bützow) war Protestant und aus religiösen Gründen Kriegsgegner; der Einberufung zur Wehrmacht konnte er jedoch nicht entgehen. 1941 wurde er aus unbekannten Gründen verhaftet. Auf dem Transport gelang ihm am 10. Oktober 1941 die Flucht. Bis zu seiner erneuten Verhaftung am 28. November 1941 lebte er illegal bei seiner Familie. Am 12. Dezember 1941 wurde er vom Kriegsgericht Schwerin wegen Fahnenflucht zum Tode verurteilt, das Urteil anschließend in 15 Jahre Haft umgewandelt. Am 26. Februar 1942 erhängte er sich in seiner Zelle. | Schlossstr. 33                               | (Lage)                        |
| Paul Steeg (* 6. Mai 1874 in Bochum; † 11. November 1938 in Köln) starb am Tag nach der Reichspogromnacht im Jüdischen Asyl in Köln, nachdem das Geschäft der Familie und ihre Wohnung demoliert und ihnen der Zutritt zur Wohnung verboten worden war. Wenige Tage danach wanderten seine Tochter Grete und ihr Mann Walter Wertheim über die Niederlande in die USA aus. Paul Steegs Ehefrau Emma Steeg folgt den beiden im Frühjahr 1939; sie verstarb um 1970 in den USA. | Düsseldorfer Str. 35                         | (Lage)                        |
| Wilhelm Steeg (* 31. Mai 1885 in Ohligs; † 16. Februar 1944 in Köln) äußerte sich beim Fronturlaub eines ehemaligen Kollegen kritisch über die deutschen Heeresberichte. Den Soldaten forderte er angeblich auf: „Bleibt doch hier, werft doch die Brocken hin und kommt doch nach Hause, dann hört der ganze Schwindel von selber auf.“ Am 20. September 1943 wurde Steeg festgenommen und wegen „öffentlicher Wehrkraftzersetzung“ zum Tode verurteilt. Am 16. Februar wurde der gläubige Katholik im Klingelpütz hingerichtet. Ende 1948 wurde der Mann, der ihn denunzierte hatte, zu 18 Monaten Haft verurteilt. | Merkurstr. 34a                               | (Lage)                        |
| Mathilde Stern (* 4. November 1876 in Geisa/Thüringen; † 8. Dezember 1941 im Ghetto Litzmannstadt) lebte allein, nachdem ihre Schwestern Minna und Betti 1938 kurz hintereinander gestorben waren. Am 26. Oktober 1941 gehörte sie zu den 17 ersten Solinger Juden, die per Massentransport nach Lodz deportiert wurden. Unter den Verschleppten befanden sich auch ihr Schwager Hermann Friedberger und seine zweite Frau Helene sowie Mathildes Neffe Gerd Adolf. Sie starb am 8. Dezember 1941; auch alle anderen Verschleppten überlebten die Deportation nicht. | Flurstr. 4                                   | (Lage)                        |
| Friederike Blondine Strauss (* 9. Januar 1876 in Blieskastel; †: 16. November 1941 im Ghetto Litzmannstadt) wurde am 26. Oktober 1941 gemeinsam mit ihrer Tochter Herta Brauer (* 14. August 1911 in Solingen; † 5. Mai 1942 im Vernichtungslager Chelmno), ihrem Schwiegersohn Walter Brauer (* 29. Juli 1906 in Berlin; † 5. Mai 1942 im Vernichtungslager Chelmno) und anderen Solinger Juden nach Lodz deportiert. Friederike Strauss starb kurz nach ihrer Einweisung am 16. November 1941. Helena und Walter Brauer wurden 1942 in das Vernichtungslager Chelmno transportiert und umgebracht. Auch die Witwe Hedwig Brauer (* 22. Dezember 1870 in Fürth; † 7. Januar 1943 im Ghetto Theresienstadt), vermutlich die Mutter Walter Brauers, wurde in das KZ Theresienstadt deportiert, wo sie am 7. Januar 1943 starb. | Am Neumarkt 5                                | (Lage)                        |
| Paula Strauss, geb. Friesem, (* 25. März 1889 in Köln; † 5. Mai 1942 im Vernichtungslager Chelmno) war die älteste Tochter von Albert und Eva Friesem. Im November 1931 starb ihr Mann Adolf an einem Nierenleiden. Nach der „Machtergreifung“ bereiteten sich ihre beiden Kinder auf die Auswanderung nach Palästina vor. Der Sohn Erich starb jedoch im Juni 1934 an einer Lungenentzündung. Seine Schwester Grete und ihr späterer Mann Adolf Vogel wanderten 1935 nach Herzlia aus. Am 26. Oktober 1941 wurde Paula Strauss mit dem ersten Sammeltransport Solinger Juden in das Ghetto von Litzmannstadt und am 5. Mai 1942 in das Vernichtungslager Chelmno deportiert und dort vergast. | Kronprinzenstr. 7                            | (Lage)                        |
| Jenny Stucke, geb. Gusyk, (* 29. Mai 1897 in Vilkaviškis, Litauen; † 2. Januar 1944 im KZ Auschwitz) wurde als erstes Kind der jüdischen Eheleute Leon und Diana Gusyk im Gouvernement Suwalki geboren. Nach Judenpogromen kam die Familie nach Gräfrath. Am 11. April 1919 immatrikulierte sich Jenny Gusyk als erste Frau, erste Ausländerin und erste Solingerin an der Wirtschafts- und Sozialwissenschaftlichen Fakultät der neugegründeten Universität zu Köln. Nach sieben Semestern bestand sie 1921 ihr Diplom „mit Auszeichnung“, als einzige Frau unter den 51 Absolventen im Wintersemester 1920/21. Ihre bereits fertiggestellte Dissertation wurde jedoch von ihrem konservativen Doktorvater Professor Christian Eckert nicht akzeptiert, weil sie „zu sehr kommunistisch durchdrungen“ sei. Sie heiratete in Berlin den Bremer Karl Stucke und bekam einen Sohn. Stucke und sein Bruder arbeiteten für linksradikale Blätter; 1933 wurde er in „Schutzhaft“ genommen und starb am 14. Januar im KZ Sachsenhausen. Mit dem Tod ihres Mannes verlor Jenny Stucke, die mit einem „Arier evangelischer Konfession“ verheiratet gewesen war, alle „Privilegien“ einer sogenannten Mischehe. Sie wurde nach Auschwitz deportiert, wo sie am 2. Januar 1944 starb. Ihr Sohn überlebte das Kriegsende in Berlin und wanderte im Oktober 1946 in die USA zu seiner dort lebenden Tante Rebekka aus. | Wuppertaler Str. 36                          | (Lage)                        |
| Albert Tobias (* 21. Mai 1891 in Heimbach; † im Ghetto Litzmannstadt) führte ein Herren-Konfektionsgeschäft in Wald, war mit einer Nicht-Jüdin verheiratet und hatte mit ihr zwei Söhne. In der Pogromnacht am 9. November 1938 wurde das Geschäft völlig zerstört und Albert Tobias vorübergehend in „Schutzhaft“ genommen. Die Eheleute ließen sich scheiden, Tobias zog 1939 nach Köln und wurde 1941 von dort aus deportiert. Er gilt als verschollen. | Menzelstr. 15                                | (Lage)                        |
| Ernst Walsken (* 27. Dezember 1909 in Solingen; † 22. April 1993 ebenda) wurde nach dem Sommersemester 1934 aus politischen Gründen von der Kunstakademie Düsseldorf relegiert. Er gehörte einer selbständigen Widerstandsgruppe im Rhein-Ruhr-Gebiet an und wurde im November 1935 aufgrund einer wohl unter Folter getätigten Aussage eines Freundes vom Niederrhein in Solingen verhaftet. Er wurde 1937 in einer der ersten Gruppen von Transporten in das wiedereröffnete Straf- und Arbeitslager KZ Esterwegen verbracht und im gleichen Jahr in das Emslandlager Aschendorfermoor verlegt. Im KZ hörte er nicht auf zu malen. Er fertigte viele Bilder, die Freunde unter Lebensgefahr aus den Lagern schmuggelten. Er wurde 1942 in die berüchtigte Strafdivision 999 eingezogen, geriet 1943 aber in amerikanische Gefangenschaft. |                                              | nein                          |
| Fritz Wege (* 5. Juli 1893 in Gurnen, Kreis Goldap; † 17. Dezember 1942 in Berlin) gehörte der KPD an. 1942 wurde er verhaftet, weil er zwei Zwangsarbeiter auf Russisch angesprochen, sich als Kommunist bezeichnet und geäußert habe, Russland werde den Krieg gewinnen. Wege habe die Ernährungslage kritisiert und schließlich die beiden Arbeiter aufgefordert, ihre Arbeit niederzulegen. Am 17. Dezember 1942 wurde er vom Volksgerichtshof in Berlin wegen „landesverräterischer Begünstigung des Feindes in Verbindung mit Vorbereitung zum Hochverrat“ zum Tode verurteilt. Noch am selben Tag beging er in seiner Zelle Suizid. | Ahornstr. 4                                  | (Lage)                        |
| Paula Weissfeldt (* 3. Dezember 1884 in Emmerich; † 6. Mai 1942 im Vernichtungslager Chelmno) war die Witwe des jüdischen Ladeninhabers Alex Weissfeldt († 1937). Am 26. Oktober 1941 wurde sie mit dem ersten Sammeltransport in das Ghetto von Lodz deportiert, von dort in das Vernichtungslager Chelmno gebracht und vergast. Ihr Sohn Lothar war 1939 nach Großbritannien emigriert, über sein Schicksal ist nichts bekannt. | Hauptstr. 43                                 | (Lage)                        |
| Fritz Wieter (* 29. April 1907 in Wiedenbrück, seit Mai 1943 in Italien vermisst) gehörte als Pastor der Bekennenden Kirche an. Den Nationalsozialisten galt er als „fanatischer und aktiver Verfechter dieser Richtung“. Im April 1935 wurde er nach Odenspiel in der Gemeinde Eckenhagen versetzt, wo es schon bald zu Zusammenstößen mit den örtlichen Parteigenossen kam. Wieter blieb jedoch seiner kritischen Haltung treu. Er warf in seinen Predigten dem „Führer“ Gottlosigkeit vor und bezeichnete Joseph Goebbels ironisch als „neuen Messias“. Er verbot dem Kirchenchor den „Deutschen Gruß“ oder flaggte zur Abstimmung über die Zukunft des Saargebietes halbmast. Am 26. Oktober wurde er verhaftet, am 5. November jedoch wieder entlassen. Bei seiner Rückkehr bereiteten ihm Gemeindemitglieder einen triumphalen Empfang, der bei den Nationalsozialisten den Unmut weiter steigerte. In der Nacht zum 7. November 1937 wurden Wieter und seine Frau von rund 80 Nationalsozialisten bedroht; Wieter wurde daraufhin für eine Woche in „Schutzhaft“ genommen. In der folgenden Zeit hielt er illegal Predigten in Berlin-Brandenburg und besorgte Unterkünfte für verfolgte Pfarrer. Seit 1938 lebte er in Solingen und wurde 1942 zum Pastor von Dorp gewählt. Er konnte diese Stelle nie antreten, da er im Juni 1940 eingezogen wurde. Seit 1943 gilt er als vermisst. | Ritterstr. 1                                 | (Lage)                        |
| Ernst Wittke (* 2. Januar 1911 in Ohligs; † Dezember 1942 in der Sowjetunion) leitete 1933 die Jugendgruppe Ohligs der Naturfreunde. Nach der „Machtergreifung“ beteiligte er sich mit seiner Frau Wanda am Widerstand der KPD. Eine von ihm geleitete Gruppe versah Kurier- und Transportdienste und leitete Schriften und Flugblätter an die Widerstandsgruppen weiter. Im April 1934 wurde er wegen „Vorbereitung eines hochverräterischen Unternehmens“ zu zwei Jahren Gefängnis verurteilt, die er bis Mai 1935 verbüßte. Im Mai 1942 wurde er zur Wehrmacht einberufen; seit Dezember 1942 gilt er als vermisst. | Wilzhausen 12                                | Stolperstein für Ernst Wittke |